# هارولد سميث (غطاس)
هارولد سميث (بالإنجليزية: Harold Smith)‏ هو غطاس أمريكي، ولد في 19 فبراير 1909 في أونتاريو في الولايات المتحدة، وتوفي في 5 مارس 1958 في لاهويا في الولايات المتحدة.

## وصلات خارجية
- هارولد سميث على موقع قاعة مشاهير السباحة العالمية (الإنجليزية)
- هارولد سميث على موقع أوليمبيديا (الإنجليزية)